# Snøfuglborga
Die Snøfuglborga (norwegisch für Schneevogelburg; japanisch 雪鳥とりで山 Yukidori-toride Yama, deutsch ‚Schneesturmvogelfestungsberg‘) ist, je nach Sichtweise, ein 1749 m hoher Tafelberg oder Nunatak im ostantarktischen Königin-Maud-Land. Im Gebirge Sør Rondane ragt er am nordöstlichen Ausläufer des Otto Borchgrevinkfjellet auf.
Japanische Wissenschaftler erstellten zwischen 1981 und 1982 sowie 1986 Luftaufnahmen und nahmen 1986 sowie 1990 Vermessungen vor. Sie benannten ihn 1988. Norwegische Wissenschaftler übertrugen diese Benennung sinngemäß ins Norwegische.